# Rhagio tringaria
Rhagio tringaria is een vliegensoort uit de familie van de snavelvliegen (Rhagionidae). De wetenschappelijke naam is gepubliceerd in 1758 door Linnaeus in de tiende editie van Systema naturae.